# Teruelius bemaraha
Espèce
Synonymes
- Grosphus bemaraha Lourenço, Wilmé & Waeber, 2018

Teruelius bemaraha est une espèce de scorpions de la famille des Buthidae.

## Distribution
Cette espèce est endémique de la région de Melaky à Madagascar. Elle se rencontre vers Bekopaka.

## Description
Le mâle holotype mesure 65,3 mm.

## Systématique et taxinomie
Cette espèce a été décrite sous le protonyme Grosphus bemaraha par Lourenço, Wilmé et Waeber en 2018. Elle est placée dans le genre Teruelius par Lowe et Kovařík en 2019, dans le genre Grosphus par Lourenço, Rossi, Wilmé, Raherilalao, Soarimalala et Waeber en 2020 puis dans le genre Teruelius par Lowe et Kovařík en 2022.

## Étymologie
Son nom d'espèce lui a été donné en référence au lieu de sa découverte, Bemaraha.

## Publication originale
- Lourenço, Wilmé & Waeber, 2018 : « Two more new species of Grosphus Simon, 1880, associated to the Grosphus simoni group (Scorpiones: Buthidae) from the regions of the Bemaraha Tsingy and Montagne d'Ambre. » Revista Ibérica de Aracnología, no 32, p. 73-80.